# فرانسيسكو ستانكو
فرانسيسكو ستانكو (بالإيطالية: Francesco Stanco)‏ (26 فبراير 1987 ببافولو نل فرينيانو في إيطاليا - ) هو لاعب كرة قدم إيطالي في مركز مهاجم ‏. لعب مع نادي بيزا ونادي سيتاديلا ونادي مودينا وValenzana Mado ‏ وASD Boca San Lazzaro ‏ ونادي غروسيتو.

## روابط خارجية
- فرانسيسكو ستانكو على موقع قاعدة بيانات كرة القدم.إي يو (الإنجليزية)
- فرانسيسكو ستانكو على موقع Soccerway.com (الإنجليزية)
- فرانسيسكو ستانكو على موقع عالم كرة القدم.نت (الإنجليزية)